# 钢铁城体育场
钢铁城体育场（波斯語：‎）是一座位于伊朗伊斯法罕的足球场，现为伊斯法罕佐布阿汉足球俱乐部和塞帕漢足球俱樂部的主场，建成于1998年，容纳人数15,000人。